# Філадельф (візантійський єпископ)
Філадельф  (грец. Φιλάδελφος) — Візантійський єпископ у 211–217 роках.
Обійняв посаду після єпископа Марка I (або іншого священника, чиє ім'я невідоме, який керував єпархією протягом 8 років переслідування християн  римським імператором Септимієм Севером). 
Помер у 217 році. Його наступником став Киріак .